# Carin ter Beek
Carin ter Beek   (Groningen, 29 de desembre de 1970) és una remadora neerlandesa, ja retirada, que va competir durant les dècades de 1990 i 2000.
El 2000 va prendre part en els Jocs Olímpics d'Estiu de Sydney, on guanyà la medalla de plata en la prova del vuit amb timoner del programa de rem. En el seu palmarès també destaquen dues medalles de bronze al Campionat del món de rem.